# Осторожно, злая собака!

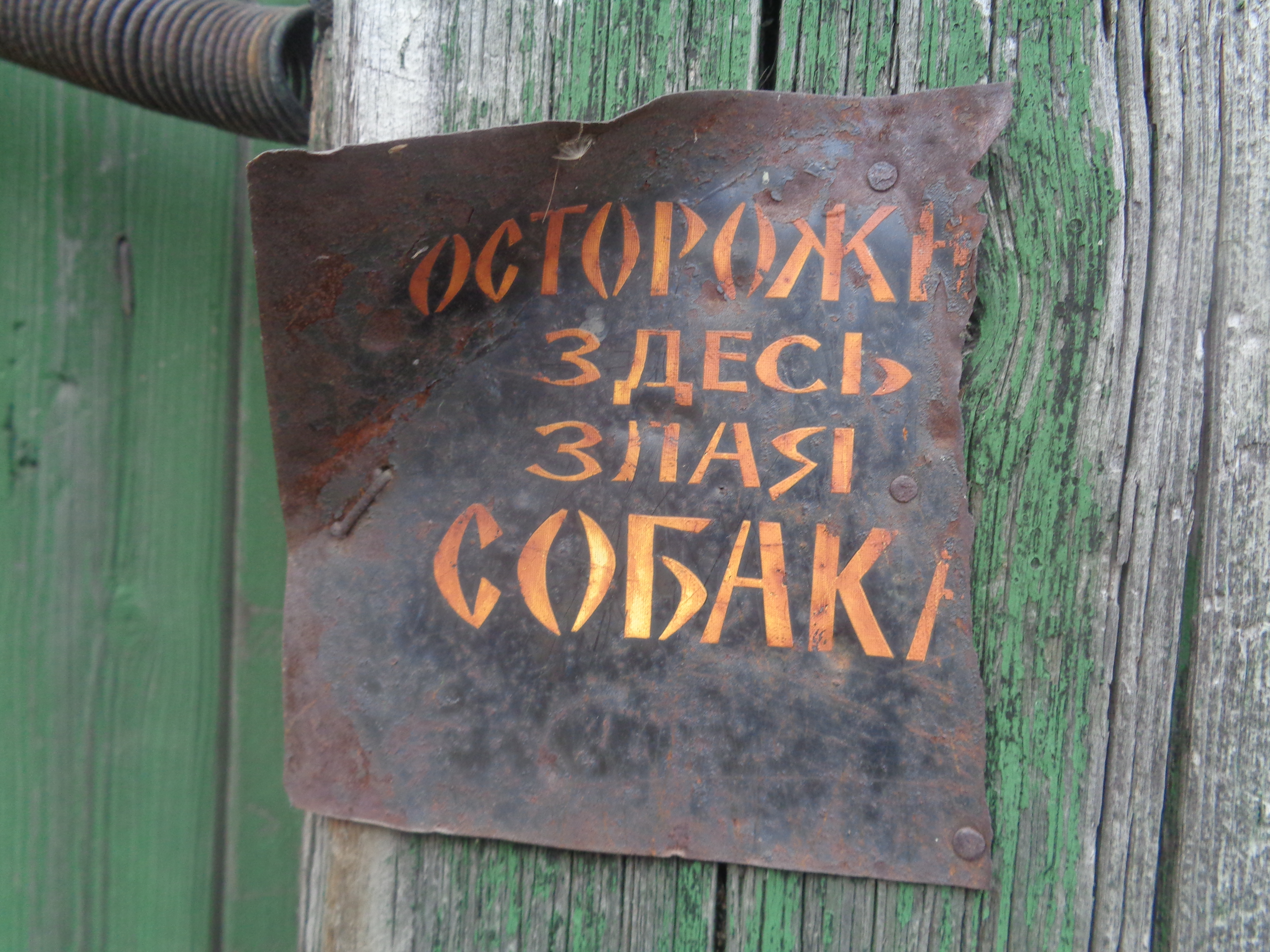
Табличка «Осторожно, злая собака»

«Осторо́жно, зла́я соба́ка!» — предупреждающий знак, указывающий на то, что внутри какой-либо территории находится опасная собака.

## История
Предупреждающие знаки такого рода были обнаружены в древнеримских зданиях, таких как Дом трагического поэта в Помпеях, где есть мозаика с надписью cave canem (с лат. — «Берегитесь собаки»). Эти предупреждения иногда могли предназначаться для защиты не читателя, а собаки, чтобы посетители не наступили на маленьких, нежных собак типа итальянской борзой.
| - Римская мозаика Cave canem (с лат. — «Берегитесь собаки») у входа в Дом трагического поэта в Помпеях, Италия, II век до н. э. - Мозаика в Помпеях |

## Виды табличек «Осторожно, злая собака!»

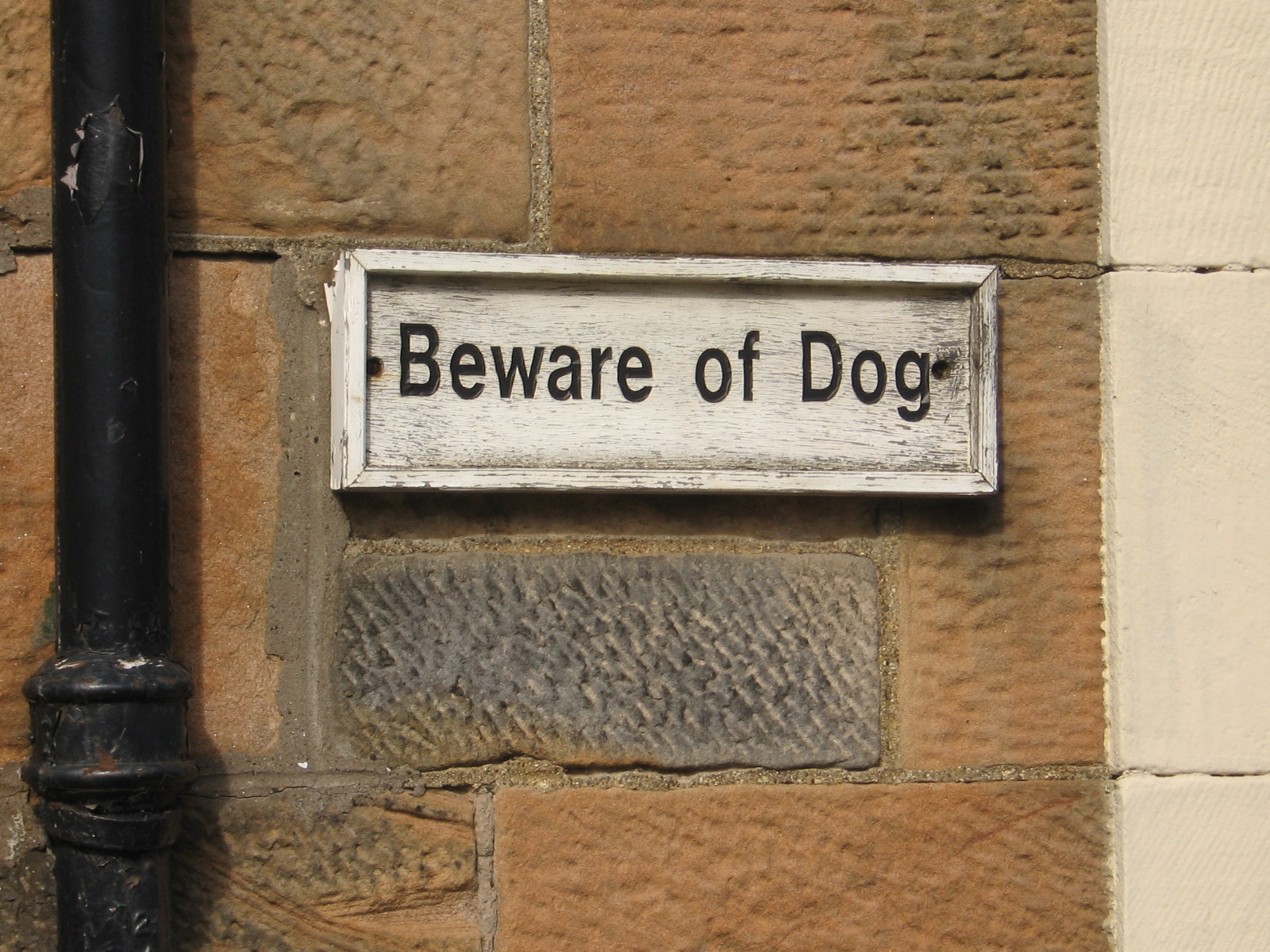
Уведомление в некрополе Глазго

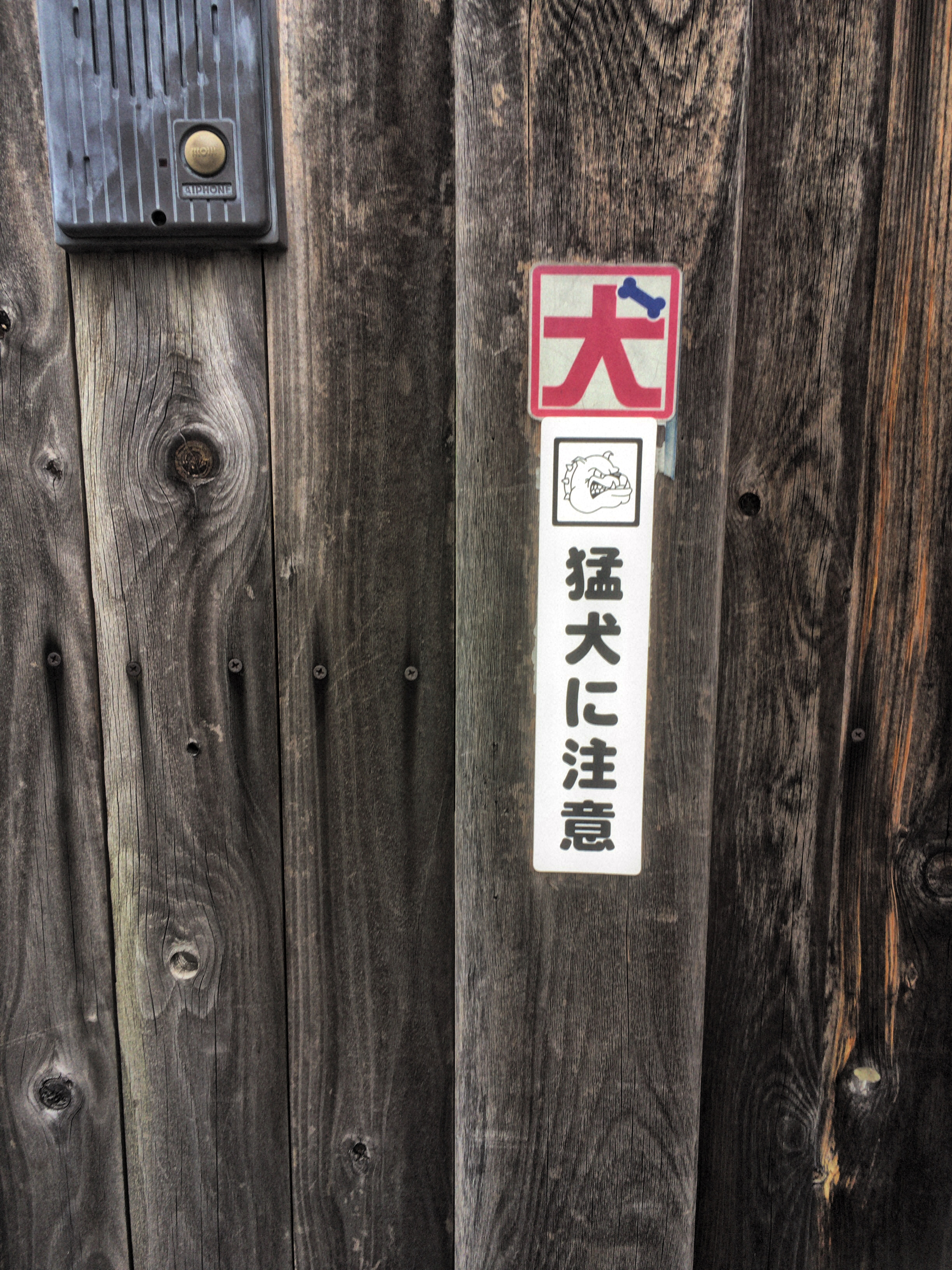
Знак «Осторожно, злая собака» в Токио

Таблички «Осторожно, злая собака!» могут быть изготовлены самыми разными способами. Есть примеры, сделанные вручную, обычно с использованием масляной краски, нанесённой на фанерную или металлическую основу. Кроме того при нанесении краски можно использовать трафареты. Чаще всего для изготовления пластин используется технология металлокерамики. Рельефные изображения вырезаются из металлических листов, отливаются из металла или формуются на керамической основе. Самый простой способ (который в последнее время довольно распространён) — распечатать изображение на принтере. В этом случае обычно используется бумага или картон, а вывеска в целях безопасности оборачивается защитной плёнкой.
Форма табличек обычно прямоугольная, но встречаются и другие варианты геометрических фигур (квадрат, треугольник, круг). Существуют таблички, на которых изображён профиль или вид спереди собаки или волка. Размеры пластины могут быть разными. Самые маленькие имеют размеры около 10 × 15 см, самые большие полностью занимают двустворчатые ворота (около 2 × 4 м).
Внутренняя организация таблички напоминает плакат, сочетающий в себе изображение и надпись, призванные дополнять друг друга. В то же время их сочетание необязательно. Надписи также могут быть нанесены на таблички более общего плана — обычно с указанием улицы и номера дома. В сочетании изображение и надпись могут быть размещены симметрично или асимметрично. Изображение обычно занимает центр, оно также может быть расположено слева от надписи (по отношению к зрителю), реже справа, иногда смещено под тем или иным углом.
Что касается пространства дома, табличка «Осторожно, злая собака!» всегда занимает положение, ориентированное на внешнюю сторону. Чаще всего она крепится к воротам, калитке, воротному столбу, забору, внешней стороне дома. Иногда для этой цели используются деревья.
Иногда табличка может размещаться и в отсутствие реальной собаки, выступая, в некоторых случаях, в качестве «обманки»..

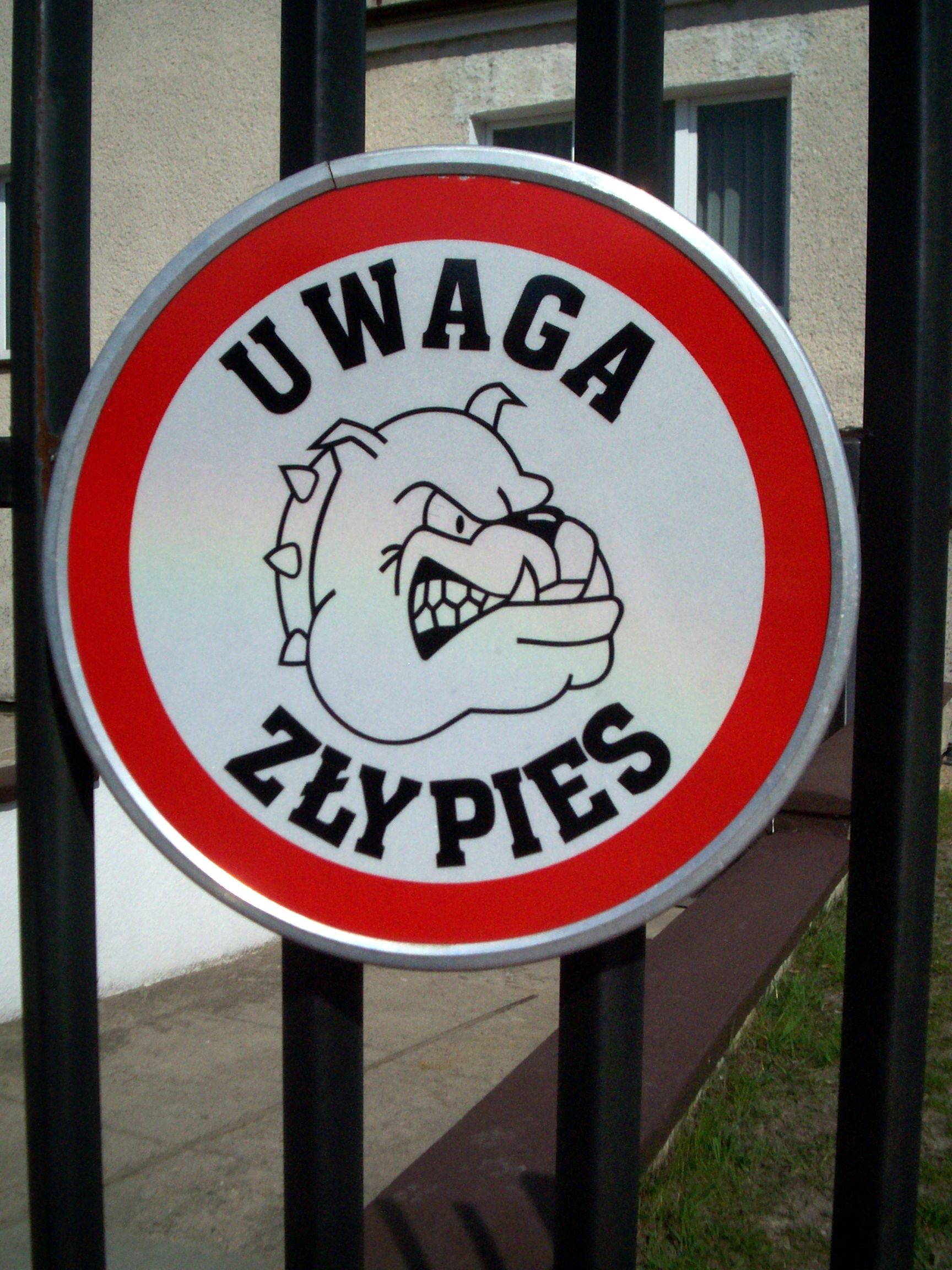
Польша
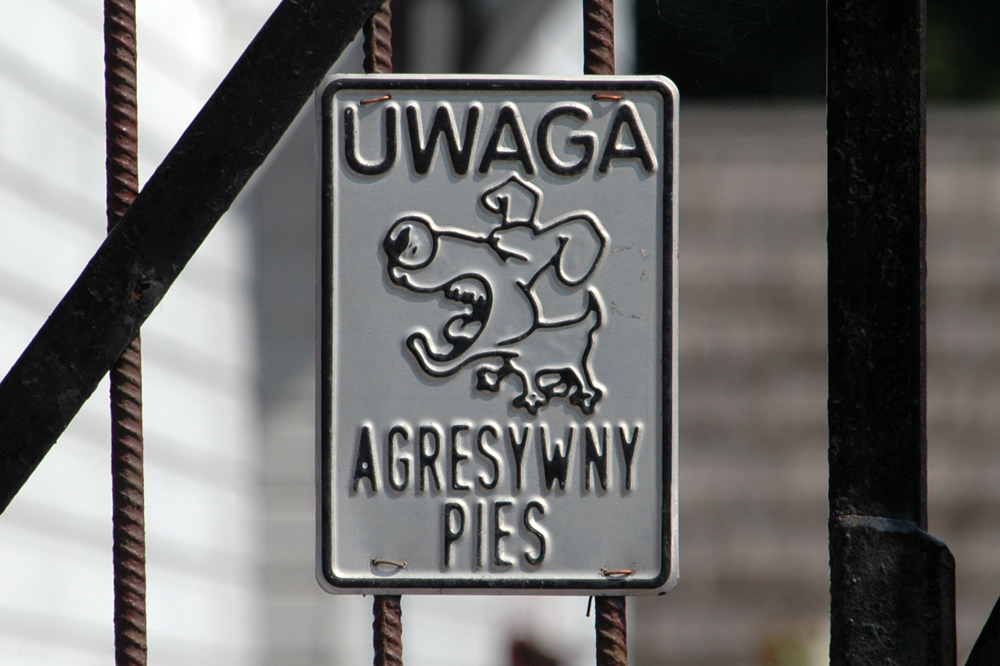
Польша
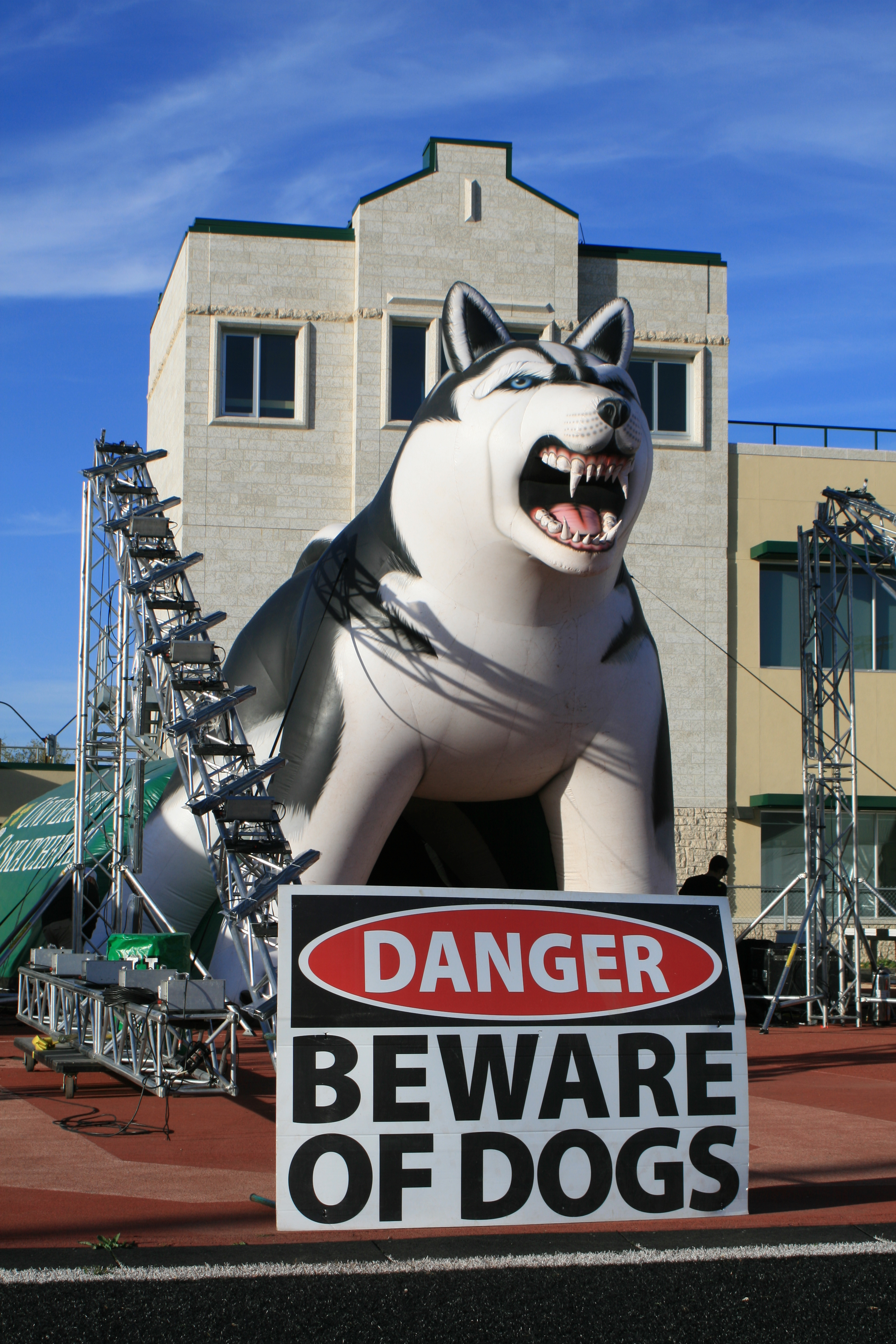
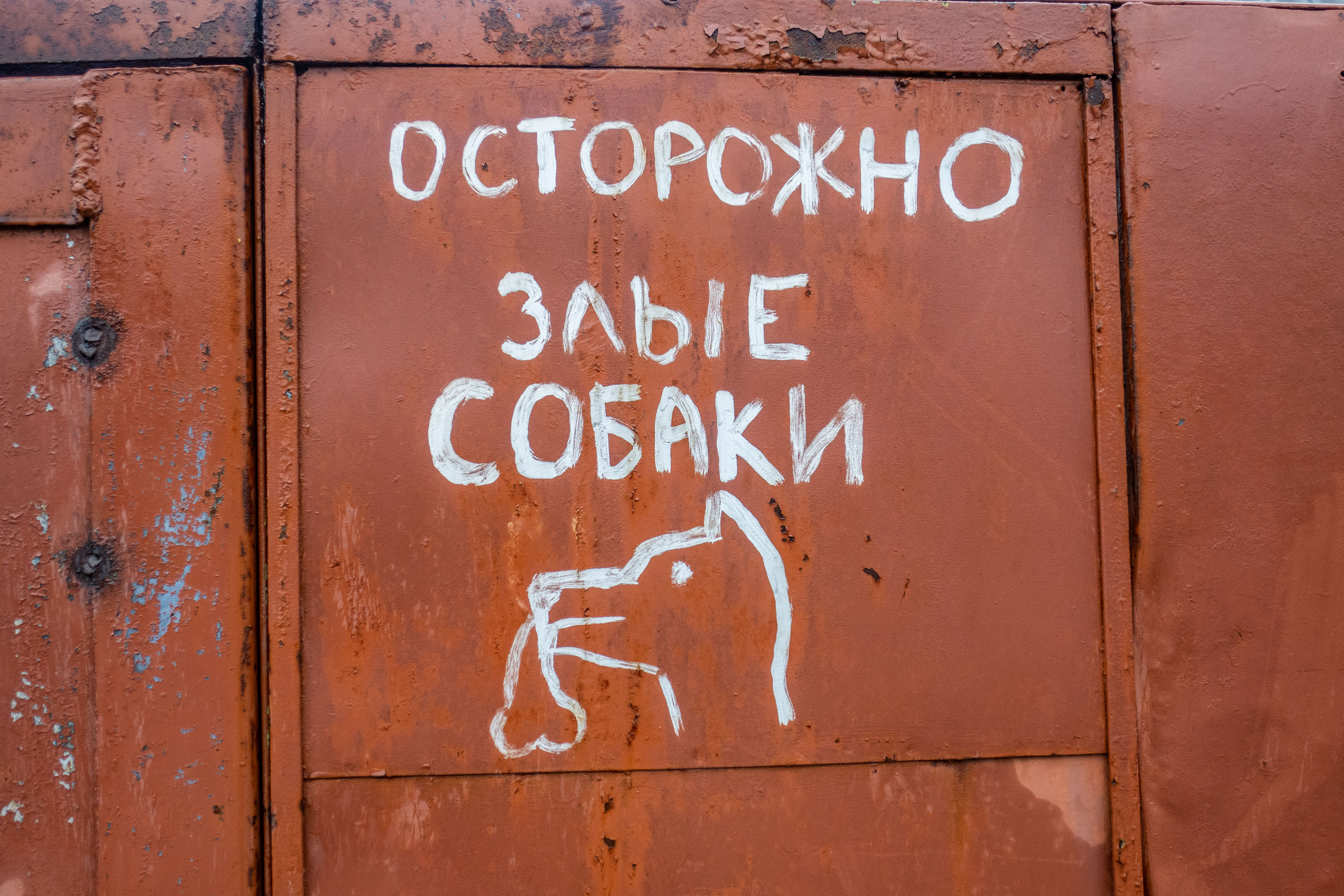
Осторожно, злые собаки! (Минск)
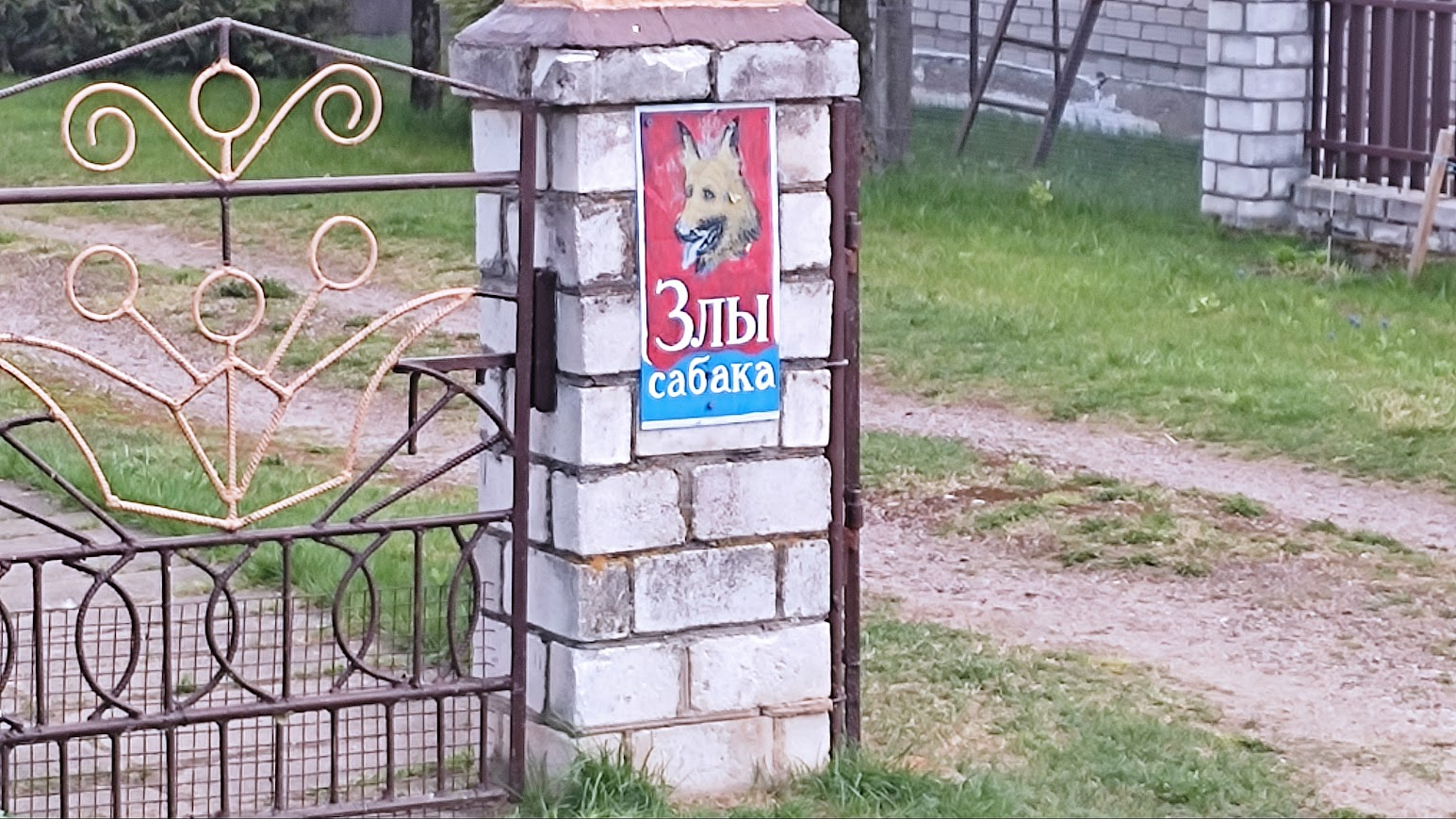